# Giovanni Reinardo II di Hanau-Lichtenberg
Conte Giovanni Reinardo II di Hanau-Lichtenberg (Bouxwiller, 23 gennaio 1628 – Rheinau, 25 aprile 1666) era uno dei figli minori del conte Filippo Volfango di Hanau-Lichtenberg e della contessa Giovanna di Oettingen-Oettingen (morta nel 1639).

## Numero ordinale
Sebbene egli fosse uno dei figli minori e mai un conte regnante, si fa spesso riferimento a lui come Johann Reinhard (II) nella letteratura in materia. Era il nipote del regnante Giovanni Reinardo I di Hanau-Lichtenberg (1559–1626) e il padre del regnante Giovanni Reinardo III di Hanau-Lichtenberg (1665–1736), ma egli stesso non regnò mai. Per indicare che egli non fu Conte regnante, il numero ordinale è talvolta messo tra parentesi dopo il suo nome.

## Vita
Fu inviato, insieme a suo fratello Giovanni Filippo, in un Grand Tour in Germania, Paesi Bassi, Inghilterra, Francia e Svizzera. Visitò poi il Reichstag a Norimberga nel 1650, che si dedicava ai problemi di assicurare il rispetto della pace di Westfalia.
Il testamento di suo padre gli assegnò il Distretto di Lichtenau nell'Assia e Bischofsheim am Hohen Steg come residenza. Nel 1653, partecipò al Reichstag a Ratisbona.
Giovanni Reinardo morì il 25 aprile 1666 e fu sepolto nella cripta del Castello di Lichtenberg. Sono stati pubblicati due sermoni funebri: uno di George Linus, Sovrintendente Generale della contea di Hanau, con un contributo di Philipp Jacob Spener e un altro che comprendeva il contributo di Quirinus Moscherosch.

## Matrimonio e figli
Il 19 ottobre 1659, sposò a Bischweiler (attuale Bischwiller in Francia) la Contessa Palatina Anna Maddalena di Birkenfeld-Bischweiler (1640–1693). Ebbero cinque figli:
- Giovanna Maddalena (18 dicembre 1660 - 21 agosto 1715). Si dice sia stata sepolta nella Chiesa di Santa Maria di Hanau [3]

sposò il 5 dicembre 1685 Giovanni Carlo Augusto, Conte di Leiningen-Dagsburg-Falkenburg (17 marzo 1662 - 3 novembre 1698).
- Luisa Sofia (11 aprile 1662 - 9 aprile 1751)

sposò il 27 settembre 1697 Federico Luigi, Conte di Nassau-Saarbrücken-Ottweiler (13 novembre 1651 - 25 maggio 1728)
- Francesca Albertina (1º maggio 1663 - 1736); nubile,
- Filippo Reinardo (2 agosto 1664 - 4 ottobre 1712)
- Giovanni Reinardo III (31 luglio 1665 - 28 marzo 1736).

Inoltre, Giovanni Reinardo ebbe una relazione extraconiugale con Maria Magdalena von Lindenau (o anche: Lindau). Maria Magdalena (morta dopo il 1680) era la figlia del tenente colonnello von Lindenau (morto il 1º dicembre 1640) che aveva in precedenza servito nell'esercito svedese e fu nominato comandante della fortezza di Hanau come successore di Johann Winter von Güldenborn. Dopo la sua morte, era stato succeduto dal Karl Kasimir von Landras. Giovanni Reinardo e Maria Magdalena ebbero almeno un figlio maschio:
- Johann Reinhard von Lichtenfels (nato nel 1656 o prima;[6] morto dopo il 1689 [7])

Johann Reinhard von Lichtenfels visse a Duisburg nel 1680. L'ultima prova viene dal 1689. Johan Reinardo von Lichtenfels servì nelle forze armate del Principe-Vescovo di Münster e morì senza erede.

## Ascendenza
|                                                      |                                        |                                                     | Genitori                                                     |  |  | Nonni |  |  | Bisnonni                              |  |  | Trisnonni                              |  |
|                                                      |                                        |                                                     |                                                              |  |  |       |  |  | Filippo V, conte di Hanau-Lichtenberg |  |  | Filippo IV, conte di Hanau-Lichtenberg |  |
|                                                      |                                        |                                                     |                                                              |  |  |       |  |  | Filippo V, conte di Hanau-Lichtenberg |  |  | Filippo IV, conte di Hanau-Lichtenberg |  |
|                                                      |                                        | Eleonora di Fürstenberg                             |                                                              |  |  |       |  |  | Filippo V, conte di Hanau-Lichtenberg |  |  |                                        |  |
| Giovanni Reinardo I, conte di Hanau-Lichtenberg      |                                        |                                                     |                                                              |  |  |       |  |  | Filippo V, conte di Hanau-Lichtenberg |  |  |                                        |  |
|                                                      |                                        | Ludovica Margherita di Zweibrücken-Bitsch           | Giacomo, conte di Zweibrücken-Bitsch                         |  |  |       |  |  |                                       |  |  |                                        |  |
|                                                      |                                        | Ludovica Margherita di Zweibrücken-Bitsch           | Giacomo, conte di Zweibrücken-Bitsch                         |  |  |       |  |  |                                       |  |  |                                        |  |
|                                                      |                                        | Ludovica Margherita di Zweibrücken-Bitsch           | Caterina di Honstein-Klettenberg                             |  |  |       |  |  |                                       |  |  |                                        |  |
| Filippo Volfango, conte di Hanau-Lichtenberg         |                                        | Ludovica Margherita di Zweibrücken-Bitsch           |                                                              |  |  |       |  |  |                                       |  |  |                                        |  |
|                                                      |                                        | Volfango, conte di Hohenlohe-Neuenstein-Weikersheim | Ludovico Casimiro, conte di Hohenlohe-Neuenstein-Weikersheim |  |  |       |  |  |                                       |  |  |                                        |  |
|                                                      |                                        | Volfango, conte di Hohenlohe-Neuenstein-Weikersheim | Ludovico Casimiro, conte di Hohenlohe-Neuenstein-Weikersheim |  |  |       |  |  |                                       |  |  |                                        |  |
|                                                      |                                        | Volfango, conte di Hohenlohe-Neuenstein-Weikersheim | Anna di Solms-Laubach                                        |  |  |       |  |  |                                       |  |  |                                        |  |
| Maria Elisabetta di Hohenlohe-Neuenstein-Weikersheim |                                        | Volfango, conte di Hohenlohe-Neuenstein-Weikersheim |                                                              |  |  |       |  |  |                                       |  |  |                                        |  |
|                                                      |                                        | Maddalena di Nassau-Dillenburg                      | Guglielmo I, conte di Nassau-Dillenburg                      |  |  |       |  |  |                                       |  |  |                                        |  |
|                                                      |                                        | Maddalena di Nassau-Dillenburg                      | Guglielmo I, conte di Nassau-Dillenburg                      |  |  |       |  |  |                                       |  |  |                                        |  |
|                                                      |                                        | Maddalena di Nassau-Dillenburg                      | Giuliana di Stolberg-Wernigerode                             |  |  |       |  |  |                                       |  |  |                                        |  |
| Giovanni Reinardo II, conte di Hanau-Lichtenberg     |                                        | Maddalena di Nassau-Dillenburg                      |                                                              |  |  |       |  |  |                                       |  |  |                                        |  |
|                                                      | Goffredo, conte di Oettingen-Oettingen | Ludovico XVI, conte di Oettingen-Oettingen          |                                                              |  |  |       |  |  |                                       |  |  |                                        |  |
|                                                      | Goffredo, conte di Oettingen-Oettingen | Ludovico XVI, conte di Oettingen-Oettingen          |                                                              |  |  |       |  |  |                                       |  |  |                                        |  |
|                                                      | Goffredo, conte di Oettingen-Oettingen | Margherita di Lützelstein                           |                                                              |  |  |       |  |  |                                       |  |  |                                        |  |
| Ludovico Eberardo, conte di Oettingen-Oettingen      | Goffredo, conte di Oettingen-Oettingen |                                                     |                                                              |  |  |       |  |  |                                       |  |  |                                        |  |
|                                                      |                                        | Giovanna di Hohenlohe-Waldenburg                    | Eberardo, conte di Hohenlohe-Waldenburg                      |  |  |       |  |  |                                       |  |  |                                        |  |
|                                                      |                                        | Giovanna di Hohenlohe-Waldenburg                    | Eberardo, conte di Hohenlohe-Waldenburg                      |  |  |       |  |  |                                       |  |  |                                        |  |
|                                                      |                                        | Giovanna di Hohenlohe-Waldenburg                    | Agatha di Tübingen                                           |  |  |       |  |  |                                       |  |  |                                        |  |
| Giovanna di Oettingen-Oettingen                      |                                        | Giovanna di Hohenlohe-Waldenburg                    |                                                              |  |  |       |  |  |                                       |  |  |                                        |  |
|                                                      |                                        | Giorgio III, conte di Erbach-Breuberg               | Eberardo XII, conte di Erbach-Freienstein                    |  |  |       |  |  |                                       |  |  |                                        |  |
|                                                      |                                        | Giorgio III, conte di Erbach-Breuberg               | Eberardo XII, conte di Erbach-Freienstein                    |  |  |       |  |  |                                       |  |  |                                        |  |
|                                                      |                                        | Giorgio III, conte di Erbach-Breuberg               | Margherita di Salm-Daun                                      |  |  |       |  |  |                                       |  |  |                                        |  |
| Margherita di Erbach                                 |                                        | Giorgio III, conte di Erbach-Breuberg               |                                                              |  |  |       |  |  |                                       |  |  |                                        |  |
|                                                      |                                        | Anna di Solms-Laubach                               | Federico Magnus I, conte di Solms-Laubach                    |  |  |       |  |  |                                       |  |  |                                        |  |
|                                                      |                                        | Anna di Solms-Laubach                               | Federico Magnus I, conte di Solms-Laubach                    |  |  |       |  |  |                                       |  |  |                                        |  |
|                                                      |                                        | Anna di Solms-Laubach                               | Agnese di Wied                                               |  |  |       |  |  |                                       |  |  |                                        |  |
|                                                      |                                        | Anna di Solms-Laubach                               |                                                              |  |  |       |  |  |                                       |  |  |                                        |  |

## Fonti
- Georg Friedrich Dhein: Sammlungen zur Hanauer Geschichte, 7 volumes, unpublished. (After a typescript (partial) copy from the City Library Hanau, department Hanau-Hesse, signature: I b 2 D).
- Reinhard Dietrich: Die Landesverfassung in dem Hanauischen = Hanauer Geschichtsblätter, vol. 34, Hanau, 1996, ISBN 3-9801933-6-5
- Katalog der Leichenpredigten und sonstigen Trauerschriften im Hessisches Staatsarchiv Darmstadt = Marburger Personalschriftenforschungen, vol. 13, Sigmaringen, 1991.
- Rudolf Lenz: Katalog der Leichenpredigten und sonstigen Trauerschriften in der Hessischen Hochschul- und Landesbibliothek Darmstadt = Marburger Personalschriftenforschungen, vol 11, Sigmaringen, 1990.
- Wilhelm Morhardt: Hanau alt's - in Ehren b'halt's - Die Grafen von Hanau-Lichtenberg in Geschichte und Geschichten = Babenhausen einst und jetzt, vol. 10, Babenhausen, 1984.
- Reinhard Suchier: Genealogie des Hanauer Grafenhauses, in: Festschrift des Hanauer Geschichtsvereins zu seiner fünfzigjährigen Jubelfeier am 27. August 1894, Hanau, 1894.
- Reinhard Suchier: Die Grabmonumente und Särge der in Hanau bestatteten Personen aus den Häusern Hanau und Hessen, in: Programm des Königlichen Gymnasiums zu Hanau, Hanau, 1879, p. 1 - 56.
- Ernst J. Zimmermann: Hanau Stadt und Land, 3rd ed., Hanau, 1919, reprinted 1978.